# 김보라 (1969년)
김보라(金補羅, 1969년 9월 8일~)는 대한민국의 정치인이다. 제8·9대 안성시장이다.
간호사 출신으로 제9대 경기도의원을 지냈으며, 2020년 4월 15일에 있었던 재보궐 선거에서 안성시장으로 당선되었다. 제8회 전국동시지방선거에서 안성시장 재선에 도전했으며 50.35%의 득표율로 재선에 성공했다.

## 학력
- 1985~1988: 명성여자고등학교 졸업
- 1988~1992: 연세대학교 간호학 학사
- 평택대학교 사회개발대학원 사회복지학 석사
- 한신대학교 대학원 국가·공공정책학 박사

## 경력
- 2009.01~2014.04: 안성의료복지사회적협동조합 전무이사
- 2009.01~2018.12: 안성시지역사회보장협의체
- 2012.03~2014.03: 한국사회적기업중앙협의회 이사
- 2012.11: 안성시사회복지사협회 감사
- 2014.07~2018.03: 제9대 경기도의회 의원(민런 6기, 비례대표, 새정치민주연합→더불어민주당, 초선)
- 2014.12~2017.09: 더불어민주당 경기도당 안성시 지역위원회 위원장 직무대행
- 2016.09~2018.08: 더불어민주당 경기도당 다문화위원회 위원장
- 2017.02~2018.08: 더불어민주당 사회적경제위원회 부위원장
- 2017.11~: 더불어민주당 미세먼지대책특별위원회 부위원장
- 2018.09~: 민주연구원 사회적경제센터장
- 2019.02~: 대통령직속 일자리위원회 사회적경제전문위원회 전문위원
- 2019.07~: 경기도의회 의원 공무국외출장 심사위원회 민간위원
- 2019.09~: 경기도교육정책자문위원회 위원
- 2020.04~2022.06: 제8대 경기도 안성시장(민선 7기, 더불어민주당, 초선)
- 2022.07~: 제9대 경기도 안성시장(민선 8기, 더불어민주당, 재선)

## 역대 선거 결과
|  | 43.78% |

|  | 46.31% |

|  | 50.35% |

| 전임 우석제 (권한대행)최문환 (권한대행)이춘구 | 제8·9대 경기도 안성시장(민선) 2020년 4월 16일~ |  |